# 天安 (日本)
天安（857年3月20日~859年5月20日）是日本的年號之一，指的是齊衡之後、貞觀之前。此時的天皇是平安時代之文德天皇與清和天皇。

## 改元
- 齊衡四年二月廿一（857年3月20日） 改元。
- 天安三年四月十五（859年5月20日） 改元貞觀。

## 出處
《	魏书》：“……问之，答曰：‘名惠明。’又问所往，答云：‘从天安寺来。’语讫，忽
然不见。”

## 逝世
- 天安二年：八歲的清和天皇即位，藤原良房就任攝政。

## 紀年
| 天安 | 元年  | 二年  | 三年  |
| 公元 | 857年 | 858年 | 859年 |
| 干支 | 丁丑  | 戊寅  | 己卯  |